# Kamesznica

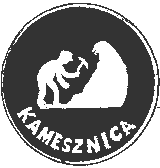
Logo Kamesznicy

Kamesznica – wieś sołecka w Polsce położona w województwie śląskim, w powiecie żywieckim, w gminie Milówka.
Powierzchnia sołectwa wynosi 3930 ha, a liczba ludności 2793, co daje gęstość zaludnienia równą 71 os./km².
W latach 1954–1972 wieś należała i była siedzibą władz gromady Kamesznica. W latach 1975–1998 miejscowość administracyjnie należała do województwa bielskiego.

## Położenie
Kamesznica leży w Beskidzie Śląskim, w dolinie Bystrej (Kameszniczanki) jej dopływu, potoku Janoszka, u południowych i wschodnich podnóży masywu Baraniej Góry. Zabudowania rozłożone są w większości na wysokości od 480 do 560 m n.p.m.

## Części wsi
Integralne części wsi Kamesznica: Bajtkówka, Berkówka, Berkówki, Beskid, Bobki, Bugaj, Butórówka, Bżniakówka, Czerwieńskie, Czulakówka, Czumówki, Duraje, Gołuchówka, Groń, Kliszówka, Krzakówka, Łazy, Na Cerli, Pod Grapami, Rakowianka, Tabaczyska, Walaśne, Walkarzówka, Węźlówka, Wojtasówka, W Pośrednim Groniu, Zagroń, Za Jakusówką, Zawady.
Do 1954 do Kamesznicy należały także przysiółki Beskid (Pietraszyna), Kosarzyska i Rupienka, które jesienią 1954 włączono do Koniakowa, a zarazem Śląska Cieszyńskiego.

## Historia
Historycznie miejscowość jest częścią Księstwa oświęcimskiego. W 1564 roku wraz z całym księstwem oświęcimskim i zatorskim tereny te znajdowały się w granicach Korony Królestwa Polskiego w województwie krakowskim w powiecie śląskim. Po unii lubelskiej w 1569 księstwo Oświęcimia i Zatora stało się częścią Rzeczypospolitej Obojga Narodów, w granicach której pozostawało do I rozbioru Polski w 1772 roku. Wymieniona jest w dwóch dokumentach służących administracji do ściągania podatków: oblaty taryfy łanowej z 1673 oraz taryfy podatkowej Rzeczypospolitej z 1772 roku.
Wieś powstała na początku XVII w. Założona została na miejscu wcześniejszego osiedla pasterskiego przez ówczesną właścicielkę Żywiecczyzny, królową Konstancję. W 1672 r. Kamesznica liczyła 26 gospodarstw i 210 mieszkańców. W 1720 r. po bezpotomnej śmierci wojewody wałaskiego Tomasza Jaska jego grunty w Kamesznicy przejął dwór żywiecki. Na polecenie ówczesnego „pana na Żywcu”, Franciszka Wielopolskiego, na ziemiach tych założono folwark, a zabudowania folwarczne wzniesiono u zbiegu Kamesznickiego Potoku i Bystrej.
Po rozbiorach Polski miejscowość znalazła się w zaborze austriackim i leżała w granicach Austrii, wchodząc w skład Królestwa Galicji i Lodomerii. Gdy w końcu XVIII w. zaczęła się rozpadać fortuna Wielopolskich, Kamesznica przeszła w 1800 r. w ręce Marcina Badeniego, działacza politycznego i społecznego w Królestwie Polskim, posła na Sejm Czteroletni, a następnie w 1831 r. stała się własnością hrabiów Marcelego i Teresy Potockich herbu Pilawa z Buczacza. Na miejscu dawnych budowli folwarcznych wznieśli oni w 1833 r. swą letnią rezydencję, otoczoną pięknym parkiem krajobrazowym o powierzchni ok. 7,5 ha. W 1846 r. Kamesznicę wraz z dworkiem i parkiem nabył od Teresy Potockiej Karol Ludwik Habsburg. Dworek stał się siedzibą arcyksiążęcego Zarządu Lasowego. W tym czasie we wsi w wielu prymitywnych szybach kopano rudę żelaza, dowożoną do huty w Węgierskiej Górce.
W wiekach XVII i XVIII Kamesznica była jedną z ostoi beskidzkiego zbójnictwa. Wywodziło się z niej wielu zbójników, a wśród nich jeden z najsłynniejszych beskidzkich „harnasiów” – Jerzy Fiedor, zwany Proćpakiem.
Według austriackiego spisu ludności z 1900 w 529 budynkach w Kamesznicy na obszarze 4474 hektarów mieszkało 3371 osób (gęstość zaludnienia 75,3 os./km²), z czego 3304 (98%) było katolikami, 56 (1,7%) wyznawcami judaizmu a 30 (1%) innych religii, 3315 (98,3%) polsko-, 47 (1,4%) niemieckojęzycznymi a 9 posługiwało się innym językiem.

### II wojna światowa

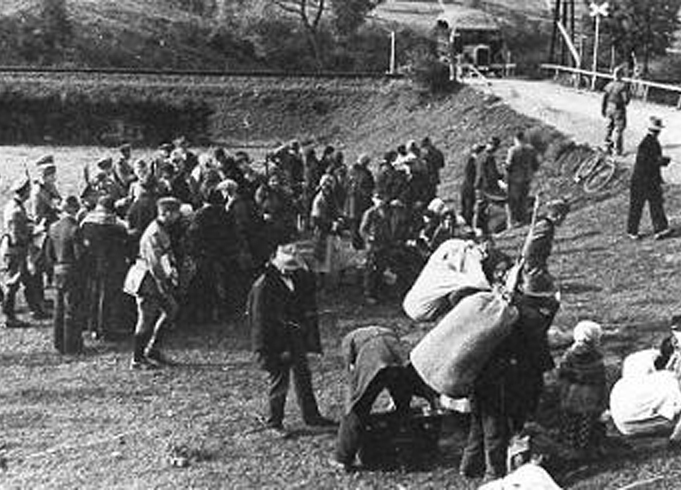
Polacy wysiedlani w 1940 w czasie Aktion Saybusch z Żywiecczyzny.

Tragicznie zapisała się w dziejach Kamesznicy II wojna światowa. Niemcy w czasie okupacji przeprowadzili regionalną „Saybusch Aktion”, która była częścią wielkiej akcji germanizacyjnej Heim ins Reich mającej na celu wysiedlenia Polaków oraz zasiedlanie na ich miejsce Niemców tzw. volksdeutschów z obszarów ZSRR, Rumunii i krajów bałtyckich na tereny Niemiec, Generalnego Gubernatorstwa oraz obszary włączone w granice III Rzeszy. 11 października 1940 r. wysiedlili w jej ramach ze wsi 1269 osób (ok. 145 rodzin – ponad połowa mieszkańców wsi) – najwięcej na całej Żywiecczyźnie. Jednocześnie pobliskie lasy były terenem działania partyzantki. Jedną z większych potyczek z Niemcami stoczyli partyzanci w samej wsi, w pobliżu kościoła. 3 września 1943 r. hitlerowcy, w odwecie za współpracę mieszkańców wsi z ruchem oporu, powiesili tu 10 osób. Ich śmierć upamiętnia pomnik w pobliżu poczty.

## Współczesność
Kamesznica zasłynęła dzięki miejscowemu proboszczowi ks. prałatowi Władysławowi Zązlowi, kapelanowi Związku Podhalan, krzewicielowi idei wesel bezalkoholowych i inicjatorowi spotkań „Wesele Wesel” dla małżeństw, które takie wesela miały.
26 października 2022 w Kamesznicy została odsłonięta tablica, będącą „kamieniem węgielnym” cmentarza, który uczci żołnierzy Narodowych Sił Zbrojnych zamordowanych przez reżim komunistyczny w ramach operacji „Lawina”.

## Zabytki i inne obiekty godne uwagi
- Zespół zabudowań dworskich[9] rodu Potockich, po prawej stronie drogi wiodącej do Złatnej, obejmujący:
  - klasycystyczny dwór z 1833 r.; parterowy, zbudowany na rzucie prostokąta, murowany i kryty gontem; od frontu wydatny ryzalit wejściowy z owalnymi oknami, od strony przeciwnej – pięcioosiowa fasada z niewielkim tarasem, opadającym wysokimi schodami do ogrodu; we wnętrzach, zajmowanych obecnie przez Administrację Lasów Państwowych (Nadleśnictwo Węgierska Górka), zachował się z dawniejszych czasów jedynie marmurowy, neogotycki kominek;
  - budynek zwany „Kancelarią”, z czworoboczną, drewnianą wieżą zegarową nakrytą baniastym, gontowym hełmem;
  - dawną suszarnię szyszek (obecnie dom mieszkalny);
  - kamienny krzyż, z datą na cokole 1833 i herbem Potockich – Pilawa;
  - kaplicę Matki Bożej Szkaplerznej.
- Park dworski w stylu angielskim, z niewielkim stawem, o bogatym drzewostanie, na który składają się lipy, modrzewie, jawory, jesiony, 250-letnie sosny wejmutki, 150-letnia tuja i in. W drzewostanie parkowym znajduje się 60 drzew o wymiarach pomnikowych, w tym 8 sosen wejmutek, 27 modrzewi europejskich, 11 jaworów, 5 lip drobnolistnych, 6 świerków pospolitych, 2 jesiony wyniosłe i 1 buk zwyczajny. Spośród tych drzew na uwagę zasługuje największy okaz modrzewia europejskiego w tej części Beskidów, o obwodzie w pierśnicy 345 cm. Potężna sosna wejmutka o kandelabrowym pokroju korony i obwodzie 510 cm, rosnąca niegdyś w parku, została powalona wichurą w 1997 r. Inna wejmutka rosnąca przy wjeździe do parku, o obwodzie 425 cm, uschła w tym samym czasie.
- Kaplica pod wezwaniem Matki Boskiej Królowej Świata.
- Kościół Imienia Najświętszej Marii Panny.

## Turystyka
- W miejscowości zaczynają się dwa szlaki turystyczne prowadzące na Baranią Górę.
  -   z Kamesznicy Górnej (szlakiem żółtym na Karolówkę, później zielony)
  -  z Kamesznicy Złatnej przez Fajkówkę
- Przez miejscowość przebiegają dwa szlaki rowerowe (zielony i niebieski).
- Zimą działa orczykowy wyciąg narciarski.

## Galeria

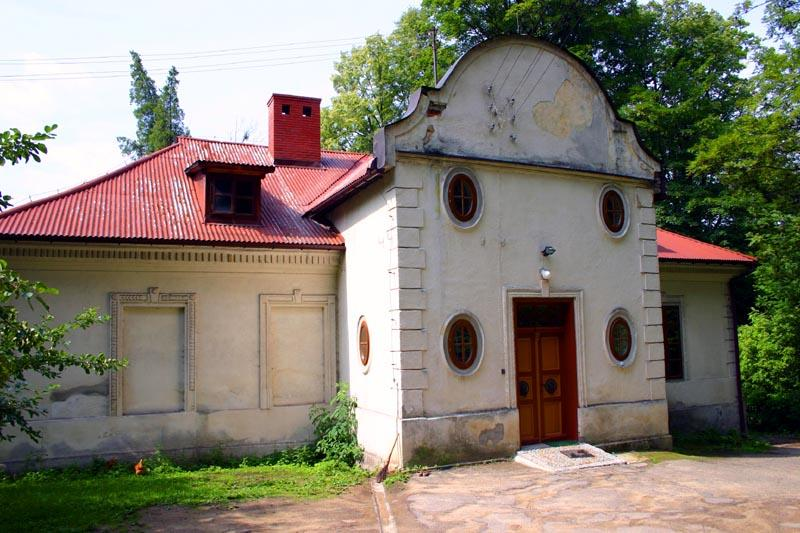
Dwór Potockich
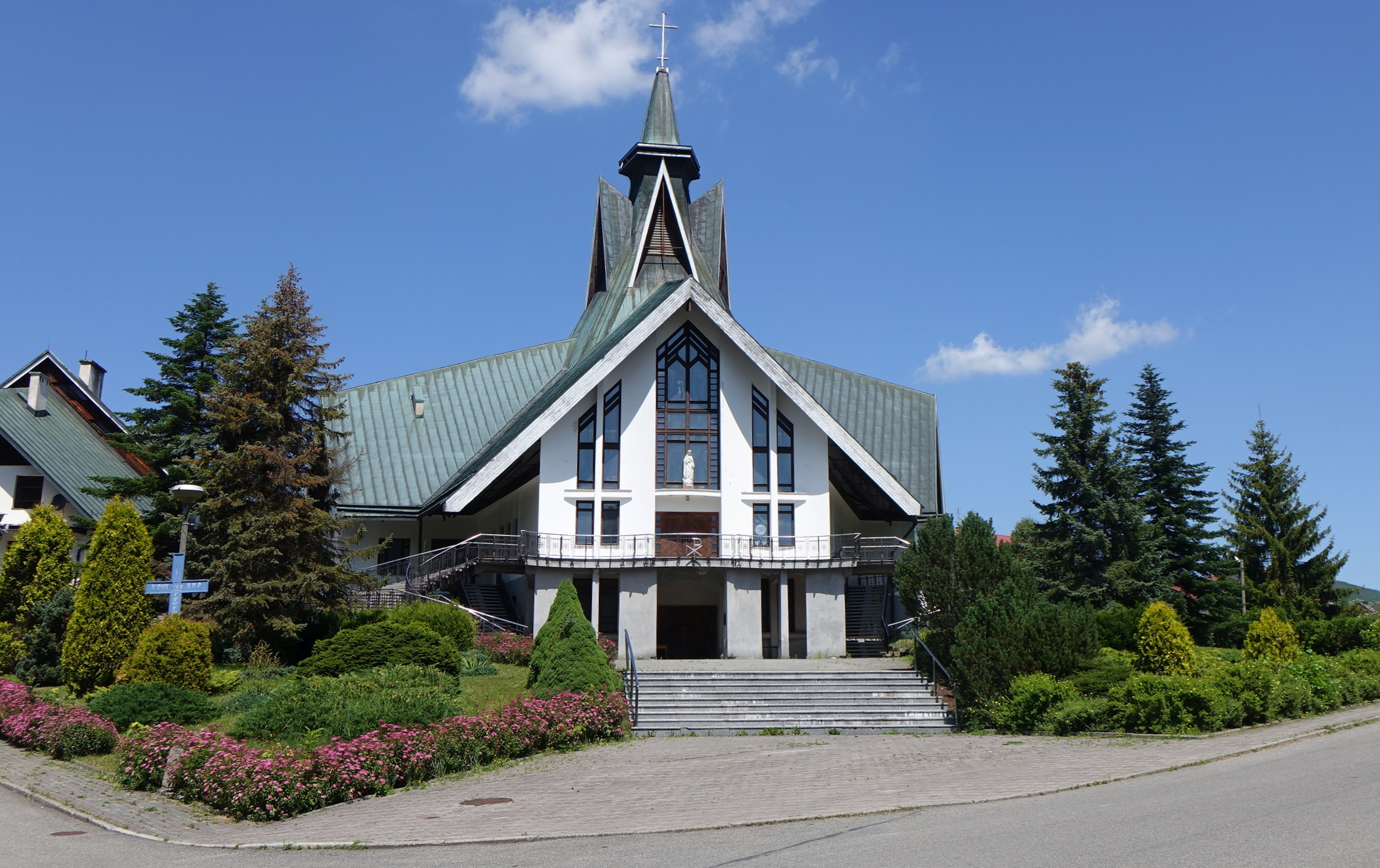
Kościół Imienia NMP
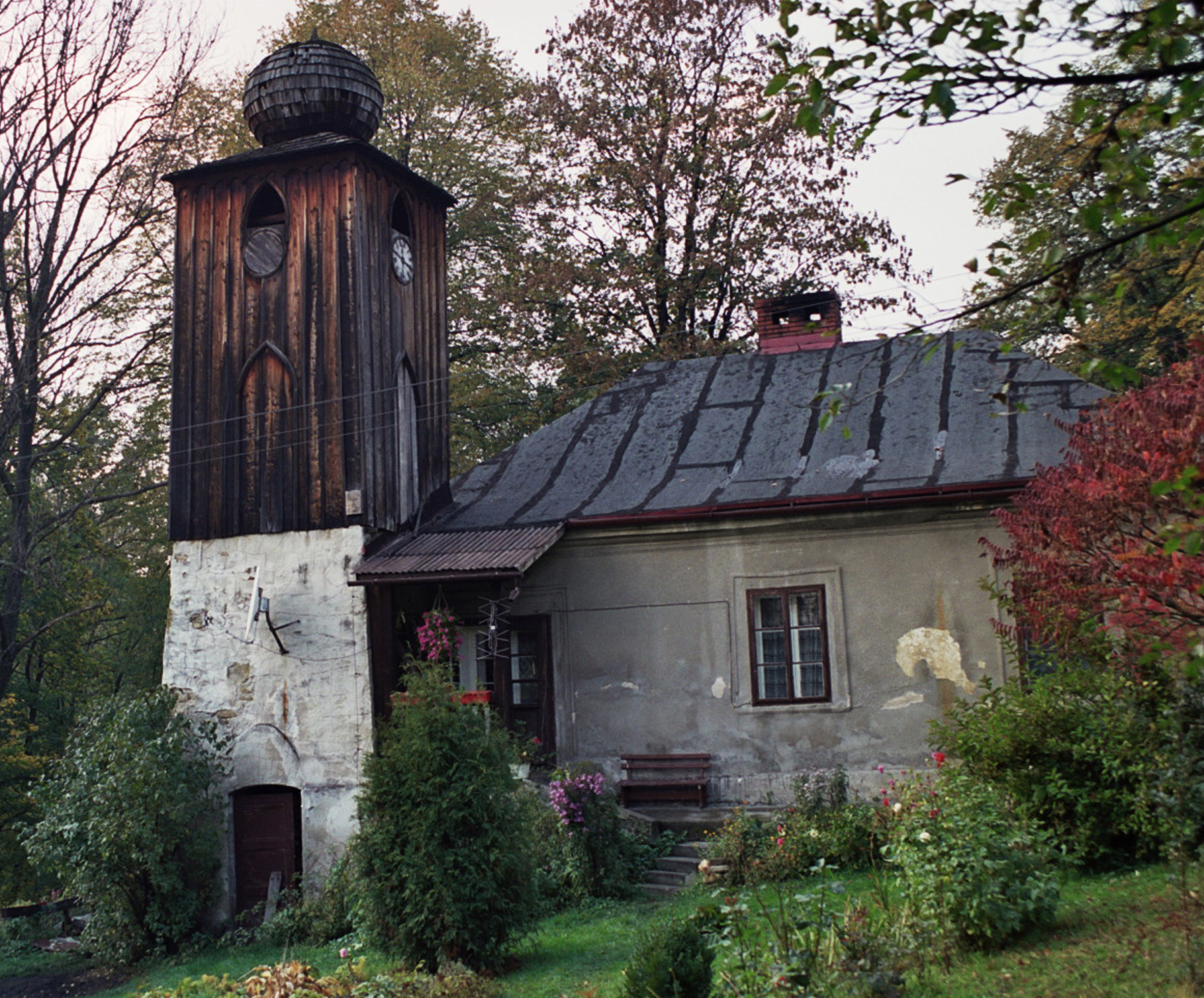
Budynek tzw. „kancelarii” z drewnianą dzwonnicą
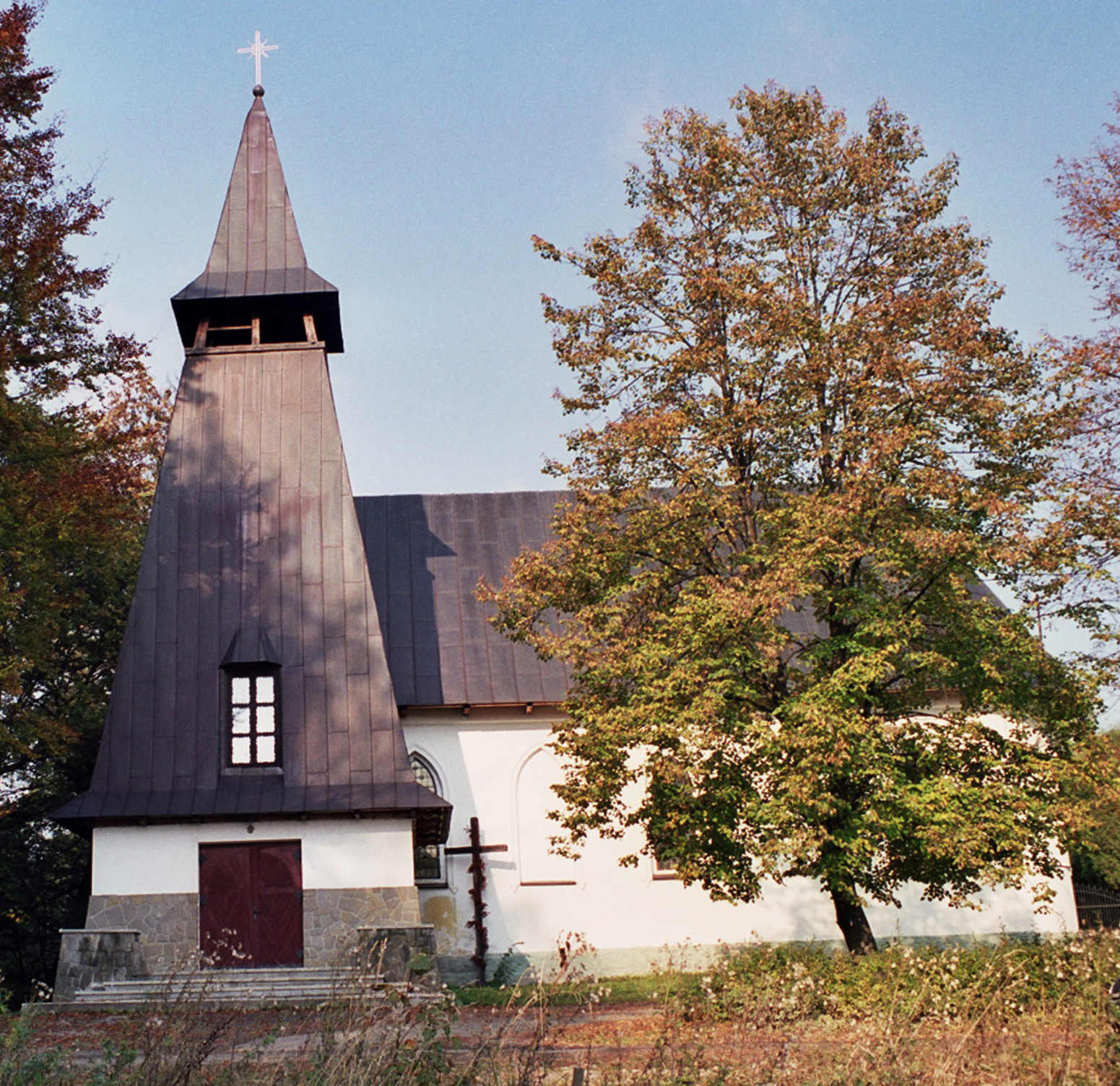
Kaplica Matki Bożej Szkaplerznej
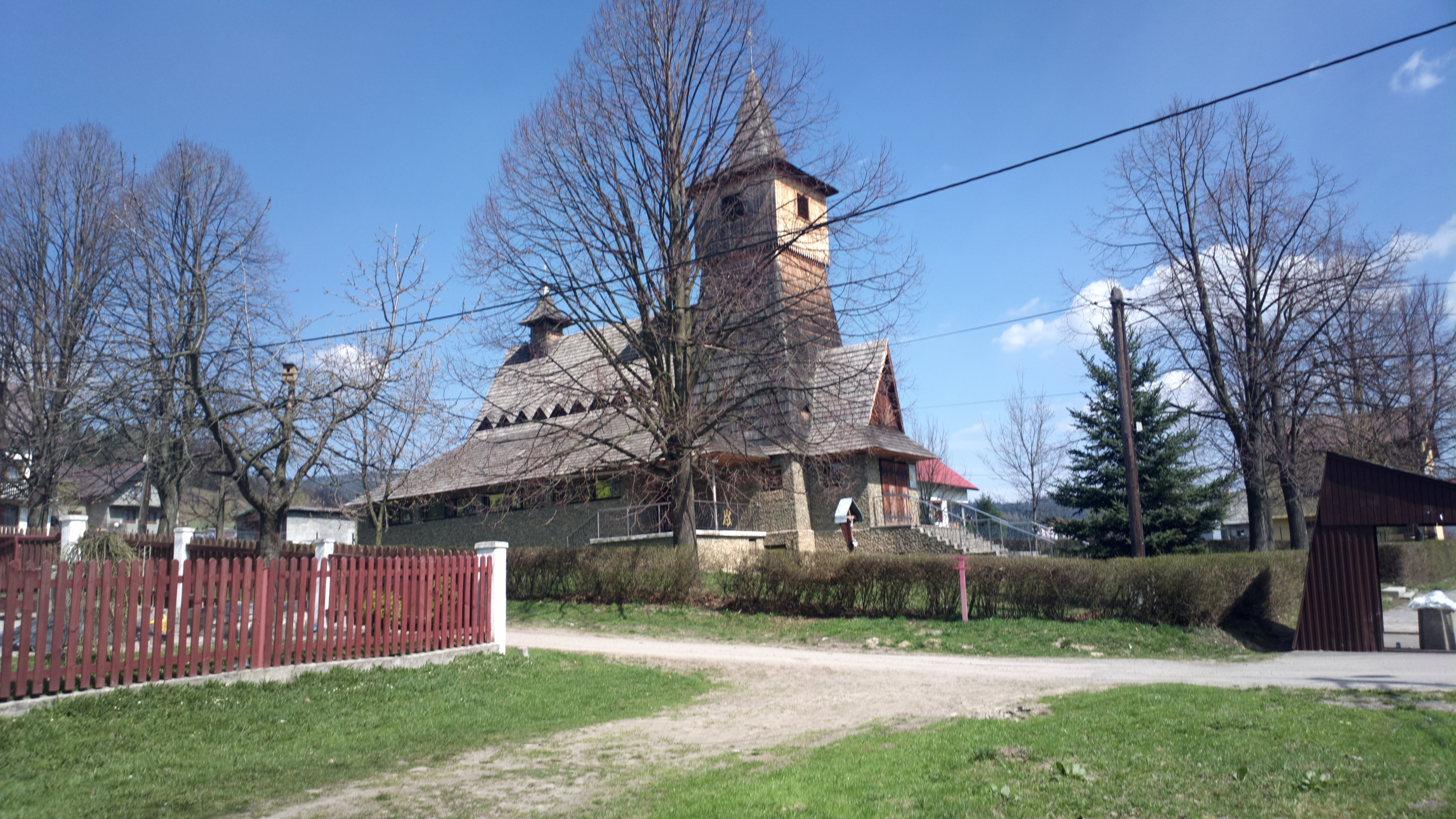
Kaplica Matki Boskiej Królowej Świata
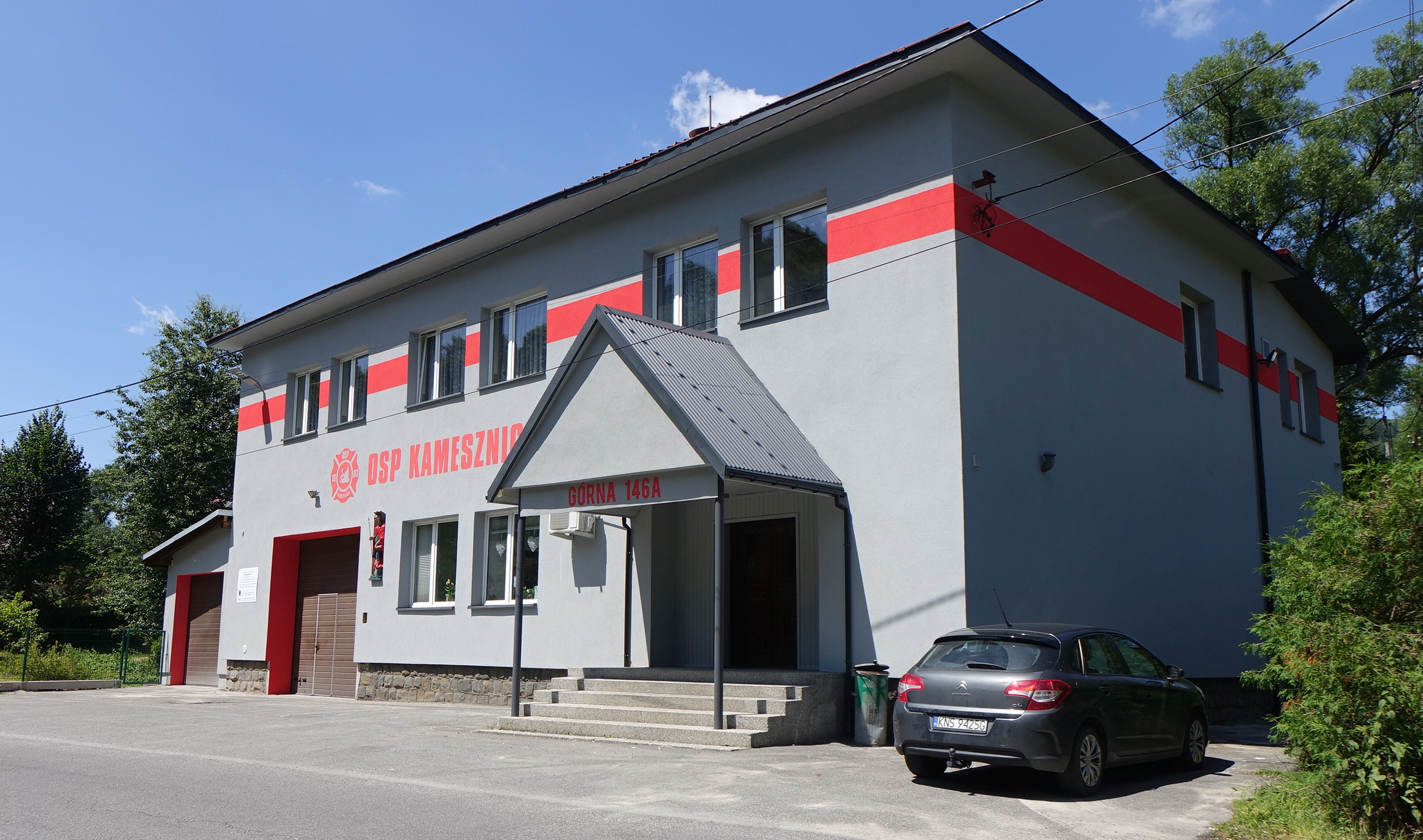
Remiza OSP
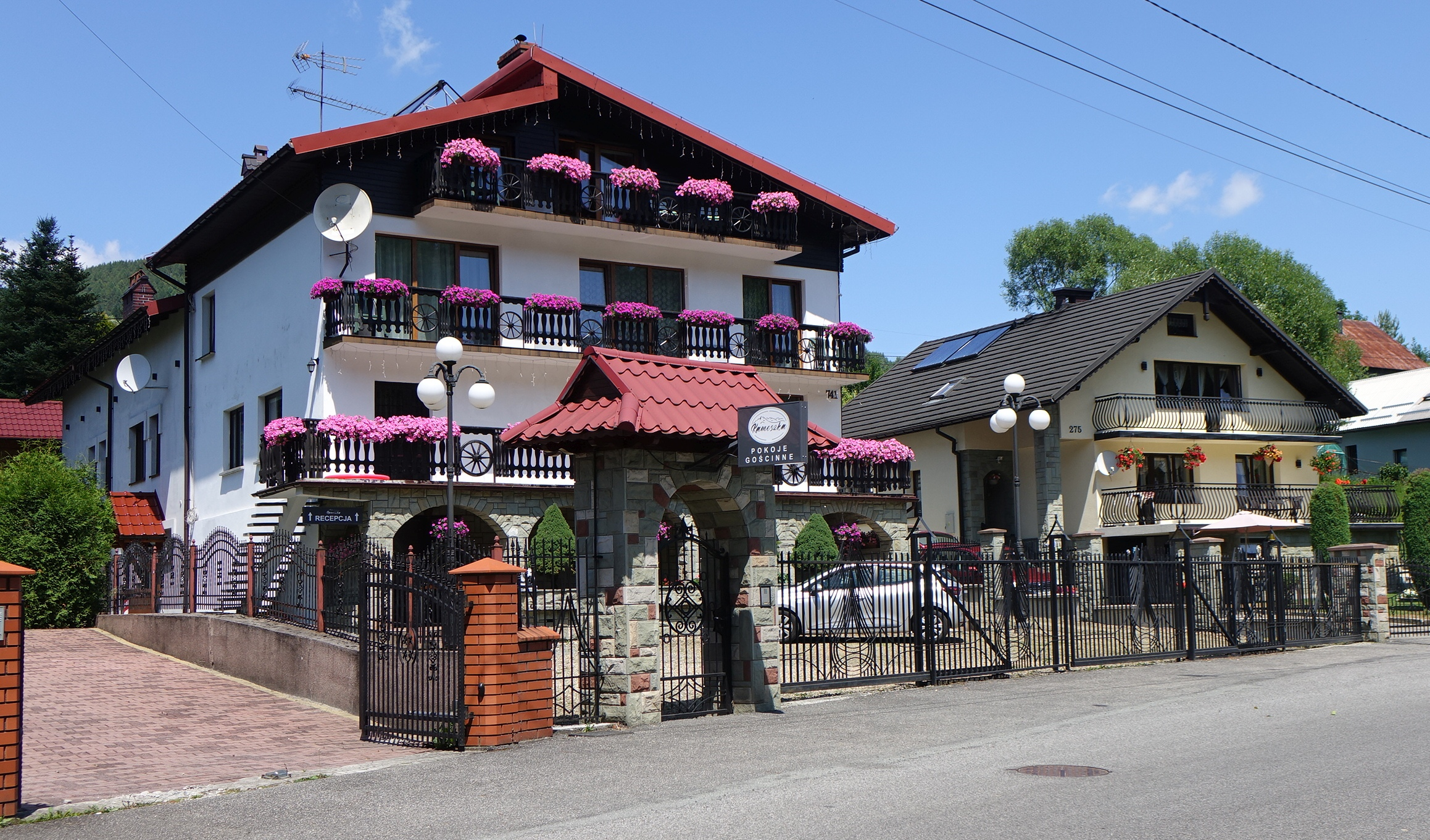
Domy przy ulicy